# Seznam her pro Xbox 360 kompatibilních s Xbox One
Toto je seznam her pro Xbox 360 kompatibilních s Xbox One.

## Seznam her
| Název | Vydavatel                              | Datum přidání      | Poznámka                                                                              |
| --- | -------------------------------------- | ------------------ | ------------------------------------------------------------------------------------- |
| 0 Day Attack on Earth                                                                                              | Gulti                                  | 26. října 2017     |                                                                                       |
| 3D Ultra Minigolf                                                                                                  | Activision                             | 20. dubna 2017     |                                                                                       |
| A Kingdom for Keflings                                                                                             | Microsoft Studios                      | 15. června 2015    |                                                                                       |
| A World of Keflings                                                                                                | Microsoft Studios                      | 15. června 2015    |                                                                                       |
| Ace Combat 6: Fires of Liberation                                                                                  | Namco Bandai Games                     | 16. ledna 2019     | obsahuje bonus Ace Combat 7: Skies Unknown                                            |
| Aegis Wing | Microsoft Studios                      | 21. ledna 2016     | Dostupné pouze v Severní Americe                                                      |
| Age of Booty | Capcom                                 | 21. ledna 2016     |                                                                                       |
| AirMech Arena | Ubisoft                                | 21. března 2019    |                                                                                       |
| Alan Wake | Microsoft Studios                      | 17. března 2016    |                                                                                       |
| Alan Wake's American Nightmare                                                                                     | Microsoft Studios                      | 11. února 2016     |                                                                                       |
| Alice: Madness Returns                                                                                             | Electronic Arts                        | 24. ledna 2017     |                                                                                       |
| Alien Hominid HD                                                                                                   | Microsoft Studios                      | 15. června 2015    |                                                                                       |
| Aliens vs. Predator                                                                                                | Sega                                   | 29. listopadu 2018 |                                                                                       |
| Altered Beast | Sega                                   | 26. dubna 2016     |                                                                                       |
| Anomaly Warzone Earth                                                                                              | Microsoft Studios                      | 7. června 2016     |                                                                                       |
| Aqua: Naval Warfare                                                                                                | Microsoft Studios                      | 7. června 2016     |                                                                                       |
| ARKANOID Live! | Electronic Arts                        | 8. září 2016       |                                                                                       |
| Army of Two | Taito Corporation                      | 28. března 2017    |                                                                                       |
| Assassin's Creed                                                                                                   | Ubisoft                                | 21. března 2016    |                                                                                       |
| Assassin's Creed II                                                                                                | Ubisoft                                | 12. listopadu 2015 |                                                                                       |
| Assassin's Creed III                                                                                               | Ubisoft                                | 23. května 2017    |                                                                                       |
| Assassin's Creed IV: Black Flag                                                                                    | Ubisoft                                | 3. dubna 2018      |                                                                                       |
| Assassin's Creed: Brotherhood                                                                                      | Ubisoft                                | 27. června 2017    |                                                                                       |
| Assassin's Creed: Revelations                                                                                      | Ubisoft                                | 23. března 2017    |                                                                                       |
| Assassin's Creed Liberation                                                                                        | Ubisoft                                | 3. července 2018   |                                                                                       |
| Assassin's Creed Rogue                                                                                             | Ubisoft                                | 23. února 2017     |                                                                                       |
| Assault Heroes 2                                                                                                   | Sierra Entertainment                   | 25. dubna 2017     |                                                                                       |
| Asteroids & Deluxe                                                                                                 | Atari                                  | 12. listopadu 2015 |                                                                                       |
| Astropop | PopCap Games                           | 29. listopadu 2016 |                                                                                       |
| Asura's Wrath | Capcom                                 | 10. června 2019    |                                                                                       |
| Axel & Pixel | 2K Play                                | 13. března 2018    |                                                                                       |
| Babel Rising | Ubisoft                                | 16. června 2016    |                                                                                       |
| Band of Bugs | Microsoft Studios                      | 4. května 2017     |                                                                                       |
| Banjo-Kazooie | Microsoft Studios                      | 15. června 2015    |                                                                                       |
| Banjo-Kazooie: Nuts & Bolts                                                                                        | Microsoft Studios                      | 4. srpna 2015      |                                                                                       |
| Banjo-Tooie | Microsoft Studios                      | 15. června 2015    |                                                                                       |
| Batman: Arkham Origins                                                                                             | Warner Bros. Interactive Entertainment | 8. srpna 2017      |                                                                                       |
| BattleBlock Theater                                                                                                | Microsoft Studios                      | 15. června 2015    |                                                                                       |
| Battlefield 1943                                                                                                   | Electronic Arts                        | 24. května 2018    |                                                                                       |
| Battlefield 2: Modern Combat                                                                                       | Electronic Arts                        | 10. června 2019    |                                                                                       |
| Battlefield 3 | Electronic Arts                        | 10. ledna 2017     |                                                                                       |
| Battlefield: Bad Company                                                                                           | Electronic Arts                        | 17. srpna 2017     |                                                                                       |
| Battlefield: Bad Company 2                                                                                         | Electronic Arts                        | 10. ledna 2017     |                                                                                       |
| Battlestations: Midway                                                                                             | Square Enix                            | 11. října 2016     |                                                                                       |
| Battlestations: Pacific                                                                                            | Eidos Interactive                      | 10. ledna 2019     |                                                                                       |
| Bayonetta | Sega                                   | 8. září 2016       |                                                                                       |
| Beat'n Groovy | Konami                                 | 12. ledna 2017     |                                                                                       |
| Bejeweled 2 | Microsoft Studios                      | 12. listopadu 2015 |                                                                                       |
| Bejeweled 3 | PopCap Games                           | 6. září 2016       |                                                                                       |
| Bellator: MMA Onslaught                                                                                            | 345 Games                              | 12. listopadu 2015 |                                                                                       |
| Beyond Good & Evil HD                                                                                              | Ubisoft                                | 12. listopadu 2015 |                                                                                       |
| Bionic Commando Rearmed 2                                                                                          | Capcom                                 | 21. července 2016  |                                                                                       |
| BioShock | 2K Games                               | 13. prosince 2016  |                                                                                       |
| BioShock 2 | 2K Games                               | 13. prosince 2016  |                                                                                       |
| BioShock Infinite                                                                                                  | 2K Games                               | 13. prosince 2016  |                                                                                       |
| Blazing Angels: Squadrons of WWII                                                                                  | Ubisoft                                | 27. června 2017    |                                                                                       |
| Blood Knights | Kalypso Media                          | 23. června 2016    |                                                                                       |
| Blood of the Werewolf                                                                                              | Midnight City                          | 12. listopadu 2015 |                                                                                       |
| Bloodforge | Microsoft Studios                      | 30. června 2016    |                                                                                       |
| BloodRayne: Betrayal                                                                                               | Majesco Entertainment                  | 12. listopadu 2015 |                                                                                       |
| Blue Dragon | Microsoft Studios                      | 1. listopadu 2016  |                                                                                       |
| Bolt | Disney Interactive Studios             | 8. srpna 2017      |                                                                                       |
| Bomberman Live: Battlefest                                                                                         | Hudson Soft                            | 18. srpna 2016     |                                                                                       |
| Boom Boom Rocket                                                                                                   | Electronic Arts                        | 26. července 2016  |                                                                                       |
| Borderlands | 2K Games                               | 3. září 2015       | včetně všech DLC, která jsou na Xbox One k dispozici zdarma                           |
| Borderlands 2 | 2K Games                               | 23. února 2017     |                                                                                       |
| Bound by Flame | Focus Home Interactive                 | 15. září 2016      |                                                                                       |
| Braid | Microsoft Studios                      | 17. prosince 2015  |                                                                                       |
| Brain Challenge | Ubisoft                                | 16. července 2016  |                                                                                       |
| Brave: The Video Game                                                                                              | Disney Interactive                     | 20. února 2018     |                                                                                       |
| Brothers in Arms: Hell's Highway                                                                                   | Ubisoft                                | 21. března 2019    |                                                                                       |
| Brütal Legend | Electronic Arts                        | 18. září 2018      |                                                                                       |
| Bullet Soul | 5pb.                                   | 4. května 2017     |                                                                                       |
| Bullet Soul: Infinite Burst                                                                                        | 5pb.                                   | 4. května 2017     |                                                                                       |
| Bully: Scholarship Edition                                                                                         | Rockstar Games                         | 15. prosince 2016  |                                                                                       |
| The Bureau: XCOM Declassified                                                                                      | 2K Games                               | 4. prosince 2018   |                                                                                       |
| Burnout Paradise                                                                                                   | Electronic Arts                        | 22. listopadu 2016 |                                                                                       |
| Burnout Revenge | Electronic Arts                        | 8. května 2018     |                                                                                       |
| Cabela's Alaskan Adventures                                                                                        | Activision                             | 27. dubna 2017     |                                                                                       |
| Cabela's Dangerous Hunts 2013                                                                                      | Activision                             | 27. dubna 2017     |                                                                                       |
| Cabela's Hunting Expeditions                                                                                       | Activision                             | 27. dubna 2017     |                                                                                       |
| Cabela's Survival: Shadows of Katmai                                                                               | Activision                             | 27. dubna 2017     |                                                                                       |
| Call of Duty 2 | Activision                             | 23. srpna 2016     |                                                                                       |
| Call of Duty 3 | Activision                             | 22. září 2016      |                                                                                       |
| Call of Duty 4: Modern Warfare                                                                                     | Activision                             | 29. března 2018    |                                                                                       |
| Call of Duty: Advanced Warfare                                                                                     | Activision                             | 28. září 2017      |                                                                                       |
| Call of Duty: Modern Warfare 2                                                                                     | Activision                             | 28. srpna 2018     |                                                                                       |
| Call of Duty: Black Ops                                                                                            | Activision                             | 17. května 2016    |                                                                                       |
| Call of Duty: Black Ops II                                                                                         | Activision                             | 11. dubna 2017     |                                                                                       |
| Call of Duty: Ghosts                                                                                               | Activision                             | 29. června 2017    |                                                                                       |
| Call of Duty: Modern Warfare 3                                                                                     | Activision                             | 19. června 2018    |                                                                                       |
| Call of Duty: World at War                                                                                         | Activision                             | 27. září 2016      |                                                                                       |
| Call of Juarez: Bound in Blood                                                                                     | Ubisoft                                | 25. září 2018      |                                                                                       |
| Call of Juarez: Gunslinger                                                                                         | Ubisoft                                | 12. listopadu 2015 |                                                                                       |
| Call of Juarez: The Cartel                                                                                         | Ubisoft                                | 25. září 2018      |                                                                                       |
| Capcom Arcade Cabinet                                                                                              | Capcom                                 | 21. července 2016  |                                                                                       |
| Carcassonne | Sierra On-Line                         | 26. února 2016     |                                                                                       |
| Cars: Mater-National Championship                                                                                  | Disney Interactive Studios             | 14. listopadu 2017 |                                                                                       |
| Cars 2: The Video Game                                                                                             | Disney Interactive Studios             | 2. března 2017     |                                                                                       |
| Castle Crashers | Microsoft Studios                      | 12. listopadu 2015 |                                                                                       |
| Castle of Illusion Starring Mickey Mouse                                                                           | Sega                                   | 30. srpna 2016     |                                                                                       |
| CastleStorm | Microsoft Studios                      | 12. listopadu 2015 |                                                                                       |
| Castlevania: Harmony of Despair                                                                                    | Konami                                 | 14. března 2019    |                                                                                       |
| Castlevania: Lords of Shadow                                                                                       | Konami                                 | 30. října 2018     |                                                                                       |
| Castlevania: Lords of Shadow - Mirror of Fate                                                                      | Konami                                 | 30. října 2018     |                                                                                       |
| Castlevania: Lords of Shadow 2                                                                                     | Konami                                 | 30. října 2018     |                                                                                       |
| Castlevania: Symphony of the Night                                                                                 | Konami                                 | 17. března 2016    |                                                                                       |
| Catherine | Atlus                                  | 15. prosince 2016  |                                                                                       |
| The Cave | Sega                                   | 26. dubna 2016     |                                                                                       |
| Centipede & Millipede                                                                                              | Atari                                  | 12. listopadu 2015 |                                                                                       |
| CLANNAD | Prototype                              | 15. prosince 2016  | Dostupné pouze v Japonsku                                                             |
| Comic Jumper | Microsoft Studios                      | 23. června 2016    |                                                                                       |
| Comix Zone | Sega                                   | 26. dubna 2016     |                                                                                       |
| Command and Conquer 3: Kane's Wrath                                                                                | Electronic Arts                        | 24. ledna 2019     |                                                                                       |
| Command and Conquer 3: Tiberium Wars                                                                               | Electronic Arts                        | 24. ledna 2019     |                                                                                       |
| Command and Conquer Red Alert 3                                                                                    | Electronic Arts                        | 24. ledna 2019     |                                                                                       |
| Command and Conquer Red Alert 3: Commander's Challenge                                                             | Electronic Arts                        | 24. ledna 2019     |                                                                                       |
| Commanders: Attack of the Genos                                                                                    | Sierra Entertainment                   | 25. dubna 2017     |                                                                                       |
| Condemned: Criminal Origins                                                                                        | Sega                                   | 12. listopadu 2015 |                                                                                       |
| Contra | Konami                                 | 20. dubna 2017     |                                                                                       |
| Costume Quest | THQ                                    | 7. května 2019     |                                                                                       |
| Costume Quest 2 | Midnight City                          | 18. července 2017  |                                                                                       |
| Counter-Strike: Global Offensive                                                                                   | Valve Corporation                      | 21. ledna 2016     |                                                                                       |
| Crackdown | Microsoft Studios                      | 27. února 2018     |                                                                                       |
| Crackdown 2 | Microsoft Studios                      | 8. března 2019     |                                                                                       |
| Crazy Taxi | Sega                                   | 12. listopadu 2016 |                                                                                       |
| Crysis | Electronic Arts                        | 16. října 2018     |                                                                                       |
| Crysis 2 | Electronic Arts                        | 16. října 2018     |                                                                                       |
| Crysis 3 | Electronic Arts                        | 16. října 2018     |                                                                                       |
| Crystal Defenders                                                                                                  | Square Enix                            | 21. července 2016  |                                                                                       |
| Crystal Quest | Microsoft Studios                      | 23. června 2017    |                                                                                       |
| Cyber Troopers Virtual-On                                                                                          | Sega                                   | 14. září 2017      | Dostupné pouze v Japonsku                                                             |
| Cyber Troopers Virtual-On Oratorio Tangram                                                                         | Sega                                   | 27. června 2017    |                                                                                       |
| Dante's Inferno | Electronic Arts                        | 17. července 2018  |                                                                                       |
| Dark Souls | Bandai Namco Entertainment             | 23. března 2016    |                                                                                       |
| Dark Void | Capcom                                 | 21. března 2016    |                                                                                       |
| The Darkness | 2K Games                               | 4. prosince 2018   |                                                                                       |
| The Darkness II | 2K Games                               | 30. ledna 2018     |                                                                                       |
| Darksiders | THQ                                    | 23. března 2017    | Přejmenováno na Darksiders: Warmastered Edition                                       |
| Darksiders 2 | THQ                                    | 23. března 2017    | Přejmenováno na Darksiders II: Deathinitive Edition                                   |
| Daytona USA | Sega                                   | 21. března 2017    |                                                                                       |
| de Blob 2 | THQ                                    | 8. září 2016       |                                                                                       |
| Dead Rising 2: Case Zero                                                                                           | Capcom                                 | 2. března 2017     |                                                                                       |
| Dead Rising 2: Case West                                                                                           | Capcom                                 | 2. března 2017     |                                                                                       |
| Dead Space | Electronic Arts                        | 30. března 2016    |                                                                                       |
| Dead Space 2 | Electronic Arts                        | 27. dubna 2017     |                                                                                       |
| Dead Space 3 | Electronic Arts                        | 27. dubna 2017     |                                                                                       |
| Dead Space Ignition                                                                                                | Electronic Arts                        | 15. listopadu 2016 |                                                                                       |
| Deadfall Adventures                                                                                                | Nordic Games                           | 26. října 2017     |                                                                                       |
| Deadliest Warrior                                                                                                  | Spike Games                            | 8. srpna 2017      |                                                                                       |
| Deadliest Warrior: Legends                                                                                         | 345 Games Spike Games                  | 12. listopadu 2015 |                                                                                       |
| Deadly Premonition                                                                                                 | Marvelous Entertainment                | 2. listopadu 2017  |                                                                                       |
| DeathSpank: Thongs of Virtue                                                                                       | Electronic Arts                        | 6. září 2016       |                                                                                       |
| Defense Grid: The Awakening                                                                                        | Microsoft Studios                      | 15. června 2015    |                                                                                       |
| Deus Ex: Human Revolution                                                                                          | Square Enix                            | 17. prosince 2015  |                                                                                       |
| Dig Dug | Bandai Namco Entertainment             | 5. května 2016     |                                                                                       |
| DiRT 3 | Codemasters                            | 12. listopadu 2015 |                                                                                       |
| DiRT Showdown | Codemasters                            | 12. listopadu 2015 |                                                                                       |
| Discs of Tron | Disney Interactive Studios             | 12. listopadu 2015 |                                                                                       |
| Divinity II | Larian Studios                         | 3. dubna 2018      |                                                                                       |
| Domino Master | Microsoft Studios                      | 24. května 2016    |                                                                                       |
| Doom | Bethesda Softworks                     | 12. listopadu 2015 |                                                                                       |
| Doom II: Hell on Earth                                                                                             | Bethesda Softworks                     | 12. listopadu 2015 |                                                                                       |
| Doom 3 BFG Edition                                                                                                 | Bethesda Softworks                     | 14. dubna 2016     |                                                                                       |
| Doritos Crash Course                                                                                               | Microsoft Studios                      | 17. prosince 2015  |                                                                                       |
| Double Dragon Neon                                                                                                 | Majesco Entertainment                  | 26. dubna 2016     |                                                                                       |
| Dragon Age: Origins                                                                                                | Electronic Arts                        | 10. ledna 2017     |                                                                                       |
| Dragon Age II | Electronic Arts                        | 3. května 2018     |                                                                                       |
| Dragon's Lair | Microsoft Studios                      | 11. října 2016     |                                                                                       |
| Driver San Francisco                                                                                               | Ubisoft                                | 16. ledna 2018     |                                                                                       |
| DuckTales Remastered                                                                                               | Capcom                                 | 24. května 2016    |                                                                                       |
| Duke Nukem Forever                                                                                                 | 2K Games                               | 4. prosince 2018   |                                                                                       |
| Duke Nukem: Manhattan Project                                                                                      | Microsoft Studios                      | 12. dubna 2016     |                                                                                       |
| Dungeon Siege III                                                                                                  | Square Enix                            | 16. listopadu 2015 |                                                                                       |
| Dungeons and Dragons: Chronicles of Mystara                                                                        | Capcom                                 | 23. června 2016    |                                                                                       |
| Earth Defense Force 2017                                                                                           | D3 Publisher                           | 30. listopadu 2017 |                                                                                       |
| Earth Defense Force 2025                                                                                           | D3 Publisher                           | 7. srpna 2018      |                                                                                       |
| Earth Defense Force: Insect Armageddon                                                                             | D3 Publisher                           | 11. července 2017  |                                                                                       |
| Earthworm Jim HD                                                                                                   | Microsoft Studios                      | 12. listopadu 2015 |                                                                                       |
| Eat Lead: The Return of Matt Hazard                                                                                | D3 Publisher                           | 13. října 2016     |                                                                                       |
| The Elder Scrolls IV: Oblivion                                                                                     | Bethesda Softworks                     | 29. listopadu 2016 |                                                                                       |
| Enchanted Arms | From Software                          | 10. června 2019    |                                                                                       |
| Encleverment Experiment                                                                                            | Microsoft Studios                      | 27. září 2016      |                                                                                       |
| Enslaved: Odyssey to the West                                                                                      | Bandai Namco Entertainment             | 10. června 2019    |                                                                                       |
| Epic Mickey 2: The Power of Two                                                                                    | Disney Interactive Studios             | 3. srpna 2017      |                                                                                       |
| Escape Dead Island                                                                                                 | Deep Silver                            | 15. listopadu 2016 |                                                                                       |
| Every Extend Extra Extreme                                                                                         | Microsoft Studios                      | 27. září 2016      |                                                                                       |
| F1 2014 | Codemasters                            | 11. července 2017  |                                                                                       |
| Fable Fable Anniversary                                                                                            | Microsoft Studios                      | 5. října 2017      |                                                                                       |
| Fable II | Microsoft Studios                      | 12. listopadu 2015 | Game of the Year verze také zpřístupněna                                              |
| Fable II Pub Games                                                                                                 | Microsoft Studios                      | 5. října 2017      |                                                                                       |
| Fable III | Microsoft Studios                      | 17. prosince 2015  |                                                                                       |
| Fable Heroes | Microsoft Studios                      | 26. června 2018    |                                                                                       |
| Faery: Legends of Avalon                                                                                           | Focus Home Interactive                 | 10. května 2016    |                                                                                       |
| Fallout 3 | Bethesda Softworks                     | 12. listopadu 2015 |                                                                                       |
| Fallout: New Vegas                                                                                                 | Bethesda Softworks                     | 23. června 2016    |                                                                                       |
| Far Cry 2 | Ubisoft                                | 16. ledna 2018     |                                                                                       |
| Far Cry 3 | Ubisoft                                | 30. března 2017    |                                                                                       |
| Far Cry 3: Blood Dragon                                                                                            | Ubisoft                                | 9. srpna 2016      |                                                                                       |
| Far Cry Classic | Ubisoft                                | 10. června 2019    |                                                                                       |
| Far Cry Instincts: Predator                                                                                        | Ubisoft                                | 10. června 2019    |                                                                                       |
| Feeding Frenzy | PopCap Games                           | 12. listopadu 2015 |                                                                                       |
| Feeding Frenzy 2: Shipwreck Showdown                                                                               | PopCap Games                           | 12. listopadu 2015 |                                                                                       |
| Fight Night Champion                                                                                               | Electronic Arts                        | 15. května 2018    |                                                                                       |
| Fighting Vipers | Sega                                   | 8. srpna 2017      |                                                                                       |
| Final Fantasy XIII                                                                                                 | Square Enix                            | 13. listopadu 2018 |                                                                                       |
| Final Fantasy XIII-2                                                                                               | Square Enix                            | 13. listopadu 2018 |                                                                                       |
| Final Fight: Double Impact                                                                                         | Capcom                                 | 10. května 2016    |                                                                                       |
| Flashback | Ubisoft                                | 16. června 2016    |                                                                                       |
| Flock! | Capcom                                 | 19. července 2016  |                                                                                       |
| Forza Horizon | Microsoft Studios                      | 30. srpna 2016     |                                                                                       |
| Foul Play | Mastertronic Group                     | 9. června 2016     |                                                                                       |
| Fret Nice | Koei Tecmo                             | 21. července 2016  |                                                                                       |
| Frogger | Konami                                 | 28. dubna 2016     |                                                                                       |
| Frogger 2 | Konami                                 | 10. května 2016    |                                                                                       |
| From Dust | Ubisoft                                | 7. května 2019     |                                                                                       |
| Frontlines: Fuel of War                                                                                            | THQ                                    | 18. července 2017  |                                                                                       |
| Fuel | Codemasters                            | 10. ledna 2019     |                                                                                       |
| FunTown Mahjong | Microsoft Studios                      | 27. září 2016      |                                                                                       |
| Galaga | Bandai Namco Entertainment             | 15. února 2016     |                                                                                       |
| Galaga Legions | Bandai Namco Entertainment             | 20. října 2016     |                                                                                       |
| Galaga Legions DX                                                                                                  | Bandai Namco Entertainment             | 28. dubna 2016     |                                                                                       |
| Garou: Mark of the Wolves                                                                                          | SNK Playmore                           | 12. dubna 2016     |                                                                                       |
| Gatling Gears | Electronic Arts                        | 6. září 2016       |                                                                                       |
| Gears of War | Microsoft Studios                      | 3. srpna 2015      |                                                                                       |
| Gears of War 2 | Microsoft Studios                      | 12. listopadu 2015 |                                                                                       |
| Gears of War 3 | Microsoft Studios                      | 12. listopadu 2015 |                                                                                       |
| Gears of War: Judgment                                                                                             | Microsoft Studios                      | 12. listopadu 2015 |                                                                                       |
| Geometry Wars: Retro Evolved                                                                                       | Microsoft Studios                      | 25. února 2016     |                                                                                       |
| Geometry Wars: Retro Evolved 2                                                                                     | Activision                             | 2. května 2017     |                                                                                       |
| Geometry Wars 3: Dimensions                                                                                        | Sierra Entertainment                   | 2. května 2017     |                                                                                       |
| Ghostbusters: Sanctum of Slime                                                                                     | Atari                                  | 26. dubna 2016     |                                                                                       |
| Ghostbusters: The Video Game                                                                                       | Atari                                  | 10. ledna 2017     |                                                                                       |
| Gin Rummy | Activision                             | 20. dubna 2017     |                                                                                       |
| Girl Fight | Kung Fu Factory                        | 26. října 2017     |                                                                                       |
| Go! Go! Break Steady                                                                                               | Microsoft Studios                      | 30. června 2016    |                                                                                       |
| Goat Simulator | Coffee Stain Studios                   | 12. října 2017     |                                                                                       |
| Golden Axe | Sega                                   | 12. listopadu 2015 |                                                                                       |
| Golf: Tee It Up!                                                                                                   | Activision                             | 20. dubna 2017     |                                                                                       |
| Grand Theft Auto: San Andreas                                                                                      | Rockstar Games                         | 7. června 2018     |                                                                                       |
| Grand Theft Auto IV                                                                                                | Rockstar Games                         | 9. února 2017      | Dostupné včetně DLC Episodes From Liberty City                                        |
| Greg Hastings Paintball 2                                                                                          | Activision                             | 18. září 2018      |                                                                                       |
| Grid 2 | Codemasters                            | 21. března 2016    |                                                                                       |
| Grid Autosport | Codemasters                            | 26. června 2018    |                                                                                       |
| Gripshift | Microsoft Studios                      | 30. června 2016    |                                                                                       |
| Guardian Heroes | Sega                                   | 8. listopadu 2016  |                                                                                       |
| Gunstar Heroes | Sega                                   | 6. dubna 2016      |                                                                                       |
| Guwange | CAVE                                   | 29. září 2016      |                                                                                       |
| Gyromancer | Square Enix                            | 23. února 2017     |                                                                                       |
| Gyruss | Konami                                 | 25. července 2017  |                                                                                       |
| Half-Minute Hero: Super Mega Neo Climax                                                                            | Microsoft Studios                      | 19. července 2016  |                                                                                       |
| Halo 3 | Microsoft Studios                      | 21. září 2017      |                                                                                       |
| Halo 3: ODST | Microsoft Studios                      | 21. září 2017      |                                                                                       |
| Halo 4 | Microsoft Studios                      | 21. září 2017      |                                                                                       |
| Halo: Combat Evolved Anniversary                                                                                   | Microsoft Studios                      | 21. září 2017      |                                                                                       |
| Halo: Reach | Microsoft Studios                      | 17. prosince 2015  |                                                                                       |
| Halo: Spartan Assault                                                                                              | Microsoft Studios                      | 12. listopadu 2015 |                                                                                       |
| Halo Wars | Microsoft Studios                      | 28. března 2016    |                                                                                       |
| Hard Corps: Uprising                                                                                               | Konami                                 | 4. května 2017     |                                                                                       |
| Hardwood Backgammon                                                                                                | Microsoft Studios                      | 12. listopadu 2015 |                                                                                       |
| Hardwood Hearts | Microsoft Studios                      | 12. listopadu 2015 |                                                                                       |
| Hardwood Spades | Microsoft Studios                      | 12. listopadu 2015 |                                                                                       |
| Harm's Way | Microsoft Studios                      | 4. května 2017     |                                                                                       |
| Haunted House | Atari                                  | 1. prosince 2016   |                                                                                       |
| Heavy Weapon | Microsoft Studios                      | 12. listopadu 2015 |                                                                                       |
| Hexic HD | Microsoft Studios                      | 15. června 2015    |                                                                                       |
| Hexic 2 | Microsoft Studios                      | 24. května 2016    |                                                                                       |
| Hitman: Absolution                                                                                                 | Square Enix                            | 14. února 2017     | Hitman: Sniper Challenge bonus také zpřístupněn                                       |
| Hitman: Blood Money                                                                                                | Eidos Interactive                      | 6. března 2018     |                                                                                       |
| Hydro Thunder Hurricane                                                                                            | Microsoft Studios                      | 17. prosince 2015  |                                                                                       |
| Hitman HD Trilogy                                                                                                  | Square Enix                            | 9. května 2019     | obsahuje Hitman: Blood Money a HD verze Hitman: Contracts a Hitman 2: Silent Assassin |
| Hydrophobia | Microsoft Studios                      | 26. února 2019     |                                                                                       |
| Child of Eden | Ubisoft                                | 12. října 2017     |                                                                                       |
| I Am Alive | Ubisoft                                | 23. června 2016    |                                                                                       |
| Ikaruga | Microsoft Studios                      | 12. listopadu 2015 |                                                                                       |
| ilomilo | Microsoft Studios                      | 23. května 2017    |                                                                                       |
| Infinite Undiscovery                                                                                               | Square Enix                            | 10. června 2019    |                                                                                       |
| Injustice: Gods Among Us                                                                                           | Warner Bros. Interactive Entertainment | 1. prosince 2016   |                                                                                       |
| Insanely Twisted Shadow Planet                                                                                     | Microsoft Studios                      | 4. dubna 2017      |                                                                                       |
| Interpol: The Trail of Dr. Chaos                                                                                   | Microsoft Studios                      | 14. července 2016  |                                                                                       |
| Iron Brigade | Microsoft Studios                      | 17. prosince 2015  |                                                                                       |
| Jeremy McGrath's Offroad                                                                                           | D3 Publisher                           | 21. ledna 2016     |                                                                                       |
| Jet Set Radio | Sega                                   | 3. května 2016     |                                                                                       |
| Jetpac Refuelled                                                                                                   | Microsoft Studios                      | 15. června 2015    |                                                                                       |
| Jewel Quest | Microsoft Studios                      | 14. listopadu 2017 |                                                                                       |
| Joe Danger: Special Edition                                                                                        | Microsoft Studios                      | 23. června 2016    |                                                                                       |
| Joe Danger 2: The Movie                                                                                            | Microsoft Studios                      | 20. října 2016     |                                                                                       |
| Joust | Warner Bros. Interactive Entertainment | 25. srpna 2016     |                                                                                       |
| Joy Ride Turbo | Microsoft Studios                      | 12. listopadu 2015 |                                                                                       |
| Juju | Flying Wild Hog                        | 31. ledna 2017     |                                                                                       |
| Jurassic Park: The Game                                                                                            | Telltale Games                         | 11. října 2016     |                                                                                       |
| Just Cause | Square Enix                            | 30. října 2018     |                                                                                       |
| Just Cause 2 | Square Enix                            | 12. listopadu 2015 |                                                                                       |
| Kameo: Elements of Power                                                                                           | Microsoft Studios                      | 15. června 2015    |                                                                                       |
| Kane & Lynch 2: Dog Days                                                                                           | Square Enix                            | 17. prosince 2015  |                                                                                       |
| Killer Is Dead | XSEED Games                            | 27. října 2016     |                                                                                       |
| The King of Fighters '98 Ultimate Match                                                                            | SNK Playmore                           | 28. března 2016    |                                                                                       |
| The King of Fighters 2002 Unlimited Match                                                                          | SNK Playmore                           | 23. února 2017     |                                                                                       |
| The King of Fighters XIII                                                                                          | SNK Playmore                           | 12. února 2019     |                                                                                       |
| Kingdoms of Amalur: Reckoning                                                                                      | Electronic Arts                        | 29. listopadu 2018 |                                                                                       |
| KOF Sky Stage | SNK Playmore                           | 12. října 2017     |                                                                                       |
| Lara Croft and the Guardian of Light                                                                               | Square Enix                            | 20. února 2018     |                                                                                       |
| Lazy Raiders | Microsoft Studios                      | 7. června 2016     |                                                                                       |
| Left 4 Dead | Valve Corporation                      | 16. června 2016    |                                                                                       |
| Left 4 Dead 2 | Valve Corporation                      | 29. března 2016    |                                                                                       |
| Lego Batman: The Videogame                                                                                         | Warner Bros. Interactive Entertainment | 11. února 2016     |                                                                                       |
| Lego Batman 2: DC Super Heroes                                                                                     | Warner Bros. Interactive Entertainment | 31. ledna 2019     |                                                                                       |
| Lego Indiana Jones: The Original Adventures                                                                        | LucasArts                              | 7. února 2017      |                                                                                       |
| Lego Indiana Jones 2: The Adventure Continues                                                                      | LucasArts                              | 25. ledna 2018     |                                                                                       |
| Lego Pirates of the Caribbean: The Video Game                                                                      | Disney Interactive Studios             | 12. listopadu 2015 |                                                                                       |
| Lego Star Wars: The Complete Saga                                                                                  | Disney Interactive Studios             | 12. listopadu 2015 |                                                                                       |
| Lego Star Wars II: The Original Trilogy                                                                            | LucasArts                              | 23. října 2018     |                                                                                       |
| Lego Star Wars III: The Clone Wars                                                                                 | Disney Interactive Studios             | 6. března 2018     |                                                                                       |
| Lightning Returns: Final Fantasy XIII                                                                              | Square Enix                            | 13. listopadu 2018 |                                                                                       |
| Limbo | Microsoft Studios                      | 3. listopadu 2016  |                                                                                       |
| Lode Runner | Microsoft Studios                      | 12. listopadu 2015 |                                                                                       |
| Lost Odyssey | Microsoft Studios                      | 29. září 2016      |                                                                                       |
| Lost Planet: Colonies                                                                                              | Capcom                                 | 21. února 2019     |                                                                                       |
| Lost Planet 2 | Capcom                                 | 21. února 2019     |                                                                                       |
| Lost Planet 3 | Capcom                                 | 21. února 2019     |                                                                                       |
| Lost Planet | Capcom                                 | 21. února 2019     |                                                                                       |
| Lumines LIVE! | Microsoft Studios                      | 12. listopadu 2015 |                                                                                       |
| Luxor 2 | MumboJumbo                             | 16. března 2017    |                                                                                       |
| Madballs in Babo: Invasion                                                                                         | Microsoft Studios                      | 16. března 2017    |                                                                                       |
| Mad Tracks | D3 Publisher                           | 31. ledna 2017     |                                                                                       |
| Mafia II | 2K Games                               | 13. února 2018     |                                                                                       |
| Magic: The Gathering - Duels of the Planeswalkers                                                                  | Microsoft Studios                      | 18. ledna 2018     |                                                                                       |
| Magic: The Gathering – Duels of the Planeswalkers 2012                                                             | Microsoft Studios                      | 24. května 2016    |                                                                                       |
| Magic: The Gathering - Duels of the Planeswalkers 2013                                                             | Microsoft Studios                      | 18. ledna 2018     |                                                                                       |
| Magic: The Gathering - Duels of the Planeswalkers 2014                                                             | Microsoft Studios                      | 18. ledna 2018     |                                                                                       |
| Marathon 2: Durandal                                                                                               | Bungie                                 | 26. února 2019     |                                                                                       |
| Marlow Briggs and the Mask of Death                                                                                | 505 Games                              | 28. listopadu 2017 |                                                                                       |
| Mars: War Logs | Focus Home Interactive                 | 30. června 2016    |                                                                                       |
| Mass Effect | Microsoft Studios                      | 15. června 2015    |                                                                                       |
| Mass Effect 2 | Electronic Arts                        | 7. listopadu 2016  |                                                                                       |
| Mass Effect 3 | Electronic Arts                        | 7. listopadu 2016  |                                                                                       |
| Matt Hazard: Blood Bath and Beyond                                                                                 | D3 Publisher                           | 23. května 2017    |                                                                                       |
| The Maw | Microsoft Studios                      | 15. září 2016      |                                                                                       |
| Medal of Honor: Airborne                                                                                           | Electronic Arts                        | 29. listopadu 2016 |                                                                                       |
| Meet the Robinsons                                                                                                 | Disney Interactive Studios             | 2. března 2017     |                                                                                       |
| Mega Man 9 | Capcom                                 | 12. ledna 2017     |                                                                                       |
| Mega Man 10 | Capcom                                 | 12. ledna 2017     |                                                                                       |
| Metal Gear Solid HD Collection                                                                                     | Konami                                 | 9. října 2018      | Obsahuje hry Metal Gear Solid 2: Sons of Liberty a Metal Gear Solid 3: Snake Eater    |
| Metal Gear Solid: Peace Walker HD                                                                                  | Konami                                 | 13. března 2018    |                                                                                       |
| Metal Gear Rising: Revengeance                                                                                     | Konami Digital Entertainment           | 15. srpna 2017     |                                                                                       |
| Metal Slug 3 | SNK Playmore                           | 12. listopadu 2015 |                                                                                       |
| Metal Slug XX | SNK Playmore                           | 12. listopadu 2015 |                                                                                       |
| Midnight Club: Los Angeles                                                                                         | Rockstar Games                         | 7. června 2018     |                                                                                       |
| Midway Arcade Origins                                                                                              | Warner Bros. Interactive Entertainment | 19. ledna 2017     |                                                                                       |
| Might & Magic: Clash of Heroes                                                                                     | Ubisoft                                | 12. listopadu 2015 |                                                                                       |
| Military Madness: Nectaris                                                                                         | Hudson Soft                            | 17. listopadu 2016 |                                                                                       |
| Mirror's Edge | Electronic Arts                        | 12. listopadu 2015 |                                                                                       |
| The Misadventures of P.B. Winterbottom                                                                             | 2K Play                                | 30. ledna 2018     |                                                                                       |
| Missile Command | Atari                                  | 12. listopadu 2015 |                                                                                       |
| Monaco: What's Yours Is Mine                                                                                       | Majesco Entertainment                  | 14. dubna 2016     |                                                                                       |
| Monday Night Combat                                                                                                | Microsoft Studios                      | 12. listopadu 2015 |                                                                                       |
| Monopoly Deal | Ubisoft                                | 14. září 2017      |                                                                                       |
| Monopoly Plus | Ubisoft                                | 9. června 2016     |                                                                                       |
| Moon Diver | Square Enix                            | 23. února 2017     |                                                                                       |
| Motocross Madness                                                                                                  | Microsoft Studios                      | 17. prosince 2015  |                                                                                       |
| Mr. Driller Online                                                                                                 | Bandai Namco Entertainment             | 2. srpna 2016      |                                                                                       |
| Ms. Pac-Man | Bandai Namco Entertainment             | 17. prosince 2015  |                                                                                       |
| Ms. Splosion Man                                                                                                   | Microsoft Studios                      | 12. listopadu 2015 |                                                                                       |
| Mutant Storm Empire                                                                                                | Microsoft Studios                      | 19. ledna 2017     |                                                                                       |
| Mutant Storm Reloaded                                                                                              | PomPom Games                           | 26. října 2017     |                                                                                       |
| MX vs. ATV Reflex                                                                                                  | Nordic Games                           | 3. května 2016     |                                                                                       |
| N+ | Microsoft Studios                      | 16. června 2015    |                                                                                       |
| NBA Jam: On Fire Edition                                                                                           | Electronic Arts                        | 12. listopadu 2015 |                                                                                       |
| NeoGeo Battle Coliseum                                                                                             | SNK Playmore                           | 21. července 2016  |                                                                                       |
| New Rally-X | Bandai Namco Entertainment             | 2. srpna 2016      |                                                                                       |
| NiGHTS into Dreams...                                                                                              | Sega                                   | 12. listopadu 2015 |                                                                                       |
| NIN2-JUMP | CAVE                                   | 2. srpna 2016      |                                                                                       |
| Ninja Gaiden II | Microsoft                              | 16. dubna 2019     |                                                                                       |
| Ninja Gaiden 3: Razor's Edge                                                                                       | Microsoft                              | 2. května 2019     |                                                                                       |
| Of Orcs and Men | Focus Home Interactive                 | 8. září 2016       |                                                                                       |
| Omega Five | Hudson Soft                            | 17. listopadu 2016 |                                                                                       |
| Operation Flashpoint: Dragon Rising                                                                                | Codemasters                            | 12. listopadu 2015 |                                                                                       |
| Operation Flashpoint: Red River                                                                                    | Codemasters                            | 8. listopadu 2016  |                                                                                       |
| The Orange Box | Valve Corporation                      | 20. října 2015     |                                                                                       |
| Orcs Must Die! | Robot Entertainment                    | 12. února 2019     |                                                                                       |
| Outland | Ubisoft                                | 6. dubna 2016      |                                                                                       |
| Overlord | Codemasters                            | 10. července 2018  |                                                                                       |
| Overlord II | Codemasters                            | 10. července 2018  |                                                                                       |
| Pac-Man | Bandai Namco Entertainment             | 17. března 2016    |                                                                                       |
| Pac-Man Championship Edition                                                                                       | Bandai Namco Entertainment             | 12. listopadu 2016 |                                                                                       |
| Pac-Man Championship Edition DX                                                                                    | Bandai Namco Entertainment             | 12. listopadu 2016 |                                                                                       |
| Pac-Man Museum | Bandai Namco Entertainment             | 21. července 2016  |                                                                                       |
| Peggle | Popcap Games                           | 17. prosince 2015  |                                                                                       |
| Peggle 2 | Popcap Games                           | 28. listopadu 2017 |                                                                                       |
| Perfect Dark | Microsoft Studios                      | 15. června 2015    |                                                                                       |
| Perfect Dark Zero                                                                                                  | Microsoft Studios                      | 15. června 2015    |                                                                                       |
| Persona 4 Arena | Atlus                                  | 14. listopadu 2017 |                                                                                       |
| Peter Jackson's King Kong                                                                                          | Ubisoft                                | 10. června 2019    |                                                                                       |
| Phantasy Star II                                                                                                   | Sega                                   | 5. května 2016     |                                                                                       |
| Phantom Breaker: Battle Grounds                                                                                    | Mages.                                 | 12. listopadu 2015 |                                                                                       |
| Pinball FX | Microsoft Studios                      | 12. listopadu 2015 |                                                                                       |
| Plants vs. Zombies                                                                                                 | PopCap Games                           | 12. listopadu 2015 |                                                                                       |
| Planets Under Attack                                                                                               | Topware Interactive                    | 15. prosince 2016  |                                                                                       |
| Port Royale 3: Pirates & Merchants                                                                                 | Kalypso Media                          | 31. ledna 2019     |                                                                                       |
| Portal: Still Alive                                                                                                | Microsoft Studios                      | 17. prosince 2015  |                                                                                       |
| Portal 2 | Valve Corporation                      | 16. června 2016    |                                                                                       |
| Prey | 2K Games                               | 13. února 2018     |                                                                                       |
| Prince of Persia                                                                                                   | Ubisoft                                | 7. srpna 2018      |                                                                                       |
| Prince of Persia Classic                                                                                           | Ubisoft                                | 12. listopadu 2015 |                                                                                       |
| Prince of Persia: The Forgotten Sands                                                                              | Ubisoft                                | 10. června 2019    |                                                                                       |
| Pure | Disney Interactive Studios             | 22. listopadu 2016 |                                                                                       |
| Putty Squad | System 3 Software Limited              | 12. listopadu 2015 |                                                                                       |
| Puzzle Quest: Challenge of the Warlords                                                                            | D3 Publisher                           | 13. října 2016     |                                                                                       |
| Puzzle Quest Galactrix                                                                                             | D3 Publisher                           | 4. října 2016      |                                                                                       |
| Puzzle Quest 2 | D3 Publisher                           | 4. října 2016      |                                                                                       |
| Puzzlegeddon | Tecmo                                  | 10. května 2016    |                                                                                       |
| Qix++ | Taito Corporation                      | 8. září 2016       |                                                                                       |
| Quantum Conundrum                                                                                                  | Square Enix                            | 18. července 2017  |                                                                                       |
| R.U.S.E. | Ubisoft                                | 17. července 2018  |                                                                                       |
| R-Type Dimensions                                                                                                  | Microsoft Studios                      | 12. listopadu 2015 |                                                                                       |
| Radiant Silvergun                                                                                                  | Microsoft Studios                      | 27. června 2017    |                                                                                       |
| RAGE | Bethesda Softworks                     | 27. října 2016     |                                                                                       |
| Raiden IV | UFO Interactive Games                  | 25. července 2017  | Dostupné pouze v Severní Americe                                                      |
| Raskulls | Microsoft Studios                      | 15. prosince 2016  |                                                                                       |
| Rayman 3 HD | Ubisoft                                | 12. listopadu 2015 |                                                                                       |
| Rayman Legends | Ubisoft                                | 22. listopadu 2016 |                                                                                       |
| Rayman Origins | Ubisoft                                | 21. dubna 2016     |                                                                                       |
| Rayman Raving Rabbids                                                                                              | Ubisoft                                | 10. ledna 2019     |                                                                                       |
| Red Dead Redemption                                                                                                | Rockstar Games                         | 8. července 2016   | "Game of the Year" i "Undead Nightmare" verze také zpřístupněny                       |
| Red Faction: Armageddon                                                                                            | THQ                                    | 25. července 2017  |                                                                                       |
| Red Faction: Battlegrounds                                                                                         | THQ                                    | 23. června 2016    |                                                                                       |
| Resident Evil Code: Veronica X                                                                                     | Capcom                                 | 21. února 2019     |                                                                                       |
| RoboBlitz | Microsoft Studios                      | 20. dubna 2017     |                                                                                       |
| Rocket Knight | Konami                                 | 26. ledna 2017     |                                                                                       |
| Rockstar Games Presents Table Tennis                                                                               | Rockstar Games                         | 7. června 2018     |                                                                                       |
| Rumble Roses XX | Konami                                 | 11. září 2018      |                                                                                       |
| Runner2 | Aksys Games                            | 5. května 2016     |                                                                                       |
| Sacred 3 | Deep Silver                            | 16. prosince 2015  |                                                                                       |
| Sacred Citadel | Deep Silver                            | 12. listopadu 2015 |                                                                                       |
| Saints Row | THQ                                    | 29. května 2018    |                                                                                       |
| Saints Row: Gat out of Hell                                                                                        | THQ                                    | 29. května 2018    |                                                                                       |
| Saints Row 2 | THQ                                    | 1. května 2018     |                                                                                       |
| Saints Row: The Third                                                                                              | THQ                                    | 14. září 2017      |                                                                                       |
| Saints Row IV | Deep Silver                            | 31. března 2016    |                                                                                       |
| Sam & Max Beyond Time and Space                                                                                    | Microsoft Studios                      | 11. února 2016     |                                                                                       |
| Sam & Max Save the World                                                                                           | Microsoft Studios                      | 21. ledna 2016     |                                                                                       |
| Samurai Shodown II                                                                                                 | SNK Playmore                           | 5. května 2016     |                                                                                       |
| Scarygirl | Square Enix                            | 10. listopadu 2016 |                                                                                       |
| Scrap Metal | Microsoft Studios                      | 10. ledna 2017     |                                                                                       |
| Screamride | Microsoft Studios                      | 15. srpna 2017     |                                                                                       |
| The Secret of Monkey Island: Special Edition                                                                       | Disney Interactive Studios             | 12. listopadu 2015 |                                                                                       |
| Monkey Island 2: LeChuck's Revenge: Special Edition                                                                | Disney Interactive Studios             | 12. listopadu 2015 |                                                                                       |
| Sega Bass Fishing                                                                                                  | Sega                                   | 9. června 2016     |                                                                                       |
| Sega Vintage Collection: Alex Kidd & Co. (Alex Kidd in Miracle World, Super Hang-On, The Revenge of Shinobi)       | Sega                                   | 12. listopadu 2015 |                                                                                       |
| Sega Vintage Collection: Golden Axe (Golden Axe, II, III)                                                          | Sega                                   | 12. listopadu 2015 |                                                                                       |
| Sega Vintage Collection: Monster World (Wonder Boy in Monster Land, Wonder Boy in Monster World, Monster World IV) | Sega                                   | 12. listopadu 2015 |                                                                                       |
| Sega Vintage Collection: Streets of Rage (Streets of Rage, 2, 3)                                                   | Sega                                   | 27. října 2015     |                                                                                       |
| Sega Vintage Collection: ToeJam & Earl (ToeJam & Earl)                                                             | Sega                                   | 3. srpna 2017      |                                                                                       |
| Sensible World of Soccer                                                                                           | Codemasters                            | 26. června 2018    |                                                                                       |
| Shadowrun | Microsoft Studios                      | 8. prosince 2016   |                                                                                       |
| Shadow Assault: Tenchu                                                                                             | From Software                          | 23. května 2017    |                                                                                       |
| Shadow Complex | Microsoft Studios                      | 3. srpna 2015      |                                                                                       |
| Shadows of the Damned                                                                                              | Electronic Arts                        | 26. ledna 2017     |                                                                                       |
| Shank 2 | Electronic Arts                        | 11. srpna 2016     |                                                                                       |
| Shinobi | Sega                                   | 23. května 2017    |                                                                                       |
| Shotest Shogi | Microsoft Studios                      | 8. prosince 2016   |                                                                                       |
| Shred Nebula | Microsoft Studios                      | 27. října 2016     |                                                                                       |
| Sid Meier's Civilization Revolution                                                                                | 2K Games                               | 4. dubna 2017      |                                                                                       |
| Silent Hill HD Collection                                                                                          | Konami                                 | 24. července 2018  | Obsahuje remasterovanou verzi her Silent Hill 2 a Silent Hill 3                       |
| Silent Hill: Downpour                                                                                              | Konami                                 | 13. října 2016     |                                                                                       |
| Silent Hill: Homecoming                                                                                            | Konami                                 | 24. července 2018  |                                                                                       |
| Sine Mora | Nordic Games                           | 7. srpna 2018      |                                                                                       |
| Skate | Electronic Arts                        | 10. června 2019    |                                                                                       |
| Skate 3 | Electronic Arts                        | 10. listopadu 2016 |                                                                                       |
| Skullgirls: Encore                                                                                                 | MarvelousAQL                           | 21. ledna 2016     |                                                                                       |
| Skydive: Proximity Flight                                                                                          | Gaijin Entertainment                   | 15. prosince 2016  |                                                                                       |
| Slender: The Arrival                                                                                               | Midnight City                          | 14. září 2017      |                                                                                       |
| Small Arms | Microsoft Studios                      | 21. ledna 2016     |                                                                                       |
| Sniper Elite V2 | 505 Games                              | 16. ledna 2018     |                                                                                       |
| Soltrio Solitaire                                                                                                  | Microsoft Studios                      | 28. března 2017    |                                                                                       |
| Sonic Adventure | Sega                                   | 28. září 2017      |                                                                                       |
| Sonic Adventure 2                                                                                                  | Sega                                   | 30. listopadu 2017 |                                                                                       |
| Sonic & Knuckles                                                                                                   | Sega                                   | 5. května 2016     |                                                                                       |
| Sonic & All-Stars Racing Transformed                                                                               | Sega                                   | 4. října 2016      |                                                                                       |
| Sonic CD | Sega                                   | 12. listopadu 2015 |                                                                                       |
| Sonic Generations                                                                                                  | Sega                                   | 10. dubna 2018     |                                                                                       |
| Sonic the Fighters                                                                                                 | Sega                                   | 12. dubna 2016     |                                                                                       |
| Sonic the Hedgehog                                                                                                 | Sega                                   | 12. listopadu 2015 |                                                                                       |
| Sonic the Hedgehog 2                                                                                               | Sega                                   | 12. listopadu 2015 |                                                                                       |
| Sonic the Hedgehog 3                                                                                               | Sega                                   | 12. listopadu 2015 |                                                                                       |
| Sonic the Hedgehog 4: Episode I                                                                                    | Sega                                   | 21. července 2016  |                                                                                       |
| Sonic the Hedgehog 4: Episode II                                                                                   | Sega                                   | 21. července 2016  |                                                                                       |
| Sonic Unleashed | Sega                                   | 29. listopadu 2018 |                                                                                       |
| Soulcalibur | Bandai Namco Entertainment             | 21. ledna 2016     |                                                                                       |
| Soulcalibur II HD Online                                                                                           | Bandai Namco Entertainment             | 28. března 2016    |                                                                                       |
| South Park: The Stick of Truth                                                                                     | Ubisoft                                | 12. listopadu 2015 |                                                                                       |
| Space Ark | Microsoft Studios                      | 8. prosince 2016   |                                                                                       |
| Space Giraffe | Microsoft Studios                      | 21. ledna 2016     |                                                                                       |
| Space Invaders Infinity Gene                                                                                       | Square Enix                            | 23. února 2017     |                                                                                       |
| Spec Ops: The Line                                                                                                 | 2K Games                               | 30. ledna 2018     |                                                                                       |
| Spelunky | Microsoft Studios                      | 17. prosince 2015  |                                                                                       |
| The Splatters | Microsoft Studios                      | 10. ledna 2017     |                                                                                       |
| Split/Second | Disney Interactive Studios             | 25. ledna 2018     |                                                                                       |
| 'Splosion Man | Microsoft Studios                      | 17. prosince 2015  |                                                                                       |
| SSX | EA Sports                              | 26. května 2016    |                                                                                       |
| Stacking | THQ                                    | 21. března 2017    |                                                                                       |
| Star Ocean: The Last Hope                                                                                          | Square Enix                            | 10. června 2019    |                                                                                       |
| Star Wars: The Force Unleashed                                                                                     | Disney Interactive Studios             | 4. května 2016     |                                                                                       |
| Star Wars: The Force Unleashed II                                                                                  | Disney Interactive Studios             | 4. května 2016     |                                                                                       |
| Steins;Gate | 5pb.                                   | 18. května 2017    | Dostupné pouze v Japonsku                                                             |
| Steins;Gate: Hiyoku Renri no Darling                                                                               | 5pb.                                   | 18. května 2017    | Dostupné pouze v Japonsku                                                             |
| Steins;Gate Senkei Kōsoku no Phenogram                                                                             | 5pb.                                   | 18. května 2017    | Dostupné pouze v Japonsku                                                             |
| Strania | Microsoft Studios                      | 10. ledna 2017     |                                                                                       |
| Street Fighter IV                                                                                                  | Capcom                                 | 16. března 2017    |                                                                                       |
| Stuntman: Ignition                                                                                                 | Nordic Games                           | 31. ledna 2017     |                                                                                       |
| Super Contra | Konami                                 | 14. září 2017      |                                                                                       |
| Super Meat Boy | Microsoft Studios                      | 15. června 2015    |                                                                                       |
| Super Puzzle Fighter II Turbo                                                                                      | Capcom                                 | 10. června 2019    |                                                                                       |
| Super Street Fighter IV: Arcade Edition                                                                            | Capcom                                 | 13. července 2017  |                                                                                       |
| Supreme Commander 2                                                                                                | Square Enix                            | 12. listopadu 2015 |                                                                                       |
| Syberia | Bandai Namco Entertainment             | 26. července 2016  |                                                                                       |
| Syndicate | Electronic Arts                        | 10. června 2019    |                                                                                       |
| Tales from Space: Mutant Blobs Attack                                                                              | Midnight City                          | 12. listopadu 2015 |                                                                                       |
| Tecmo Bowl Throwback                                                                                               | Tecmo Koei                             | 14. listopadu 2017 |                                                                                       |
| Tekken 6 | Bandai Namco Entertainment             | 19. ledna 2017     |                                                                                       |
| Tekken Tag Tournament 2                                                                                            | Bandai Namco Entertainment             | 23. března 2016    |                                                                                       |
| Texas Hold 'em | Microsoft Studios                      | 3. května 2016     |                                                                                       |
| Ticket to Ride | Microsoft Studios                      | 17. prosince 2015  |                                                                                       |
| TimeShift | Sierra Entertainment                   | 25. dubna 2017     |                                                                                       |
| Tom Clancy's EndWar                                                                                                | Ubisoft                                | 6. listopadu 2018  |                                                                                       |
| Tom Clancy's H.A.W.X                                                                                               | Ubisoft                                | 6. listopadu 2018  |                                                                                       |
| Tom Clancy's Ghost Recon Advanced Warfighter                                                                       | Ubisoft                                | 3. července 2018   |                                                                                       |
| Tom Clancy's Ghost Recon Advanced Warfighter 2                                                                     | Ubisoft                                | 26. března 2019    |                                                                                       |
| Tom Clancy's Ghost Recon: Future Soldier                                                                           | Ubisoft                                | 13. března 2018    |                                                                                       |
| Tom Clancy's Rainbow Six: Vegas                                                                                    | Ubisoft                                | 12. listopadu 2015 |                                                                                       |
| Tom Clancy's Rainbow Six: Vegas 2                                                                                  | Ubisoft                                | 12. listopadu 2015 |                                                                                       |
| Tom Clancy's Splinter Cell: Blacklist                                                                              | Ubisoft                                | 31. července 2018  |                                                                                       |
| Tom Clancy's Splinter Cell: Conviction                                                                             | Ubisoft                                | 8. února 2018      |                                                                                       |
| Tom Clancy's Splinter Cell: Double Agent                                                                           | Ubisoft                                | 31. července 2018  |                                                                                       |
| Tomb Raider: Anniversary                                                                                           | Eidos Interactive                      | 14. srpna 2018     |                                                                                       |
| Tomb Raider: Legend                                                                                                | Eidos Interactive                      | 14. srpna 2018     |                                                                                       |
| Tomb Raider: Underworld                                                                                            | Eidos Interactive                      | 27. července 2017  |                                                                                       |
| Too Human | Microsoft Studios                      | 10. června 2019    |                                                                                       |
| Torchlight | Microsoft Studios                      | 12. listopadu 2015 |                                                                                       |
| Tour de France 2009: The Official Game                                                                             | Focus Home Interactive                 | 19. července 2016  |                                                                                       |
| Tour de France 2011                                                                                                | Focus Home Interactive                 | 11. října 2016     |                                                                                       |
| Tower Bloxx Deluxe                                                                                                 | Microsoft Studios                      | 21. března 2017    |                                                                                       |
| Toy Soldiers | Microsoft Studios                      | 15. června 2015    |                                                                                       |
| Toy Soldiers: Cold War                                                                                             | Microsoft Studios                      | 15. června 2015    |                                                                                       |
| Toy Story | Disney Interactive Studios             | 29. září 2016      |                                                                                       |
| Toybox Turbos | Codemasters                            | 29. května 2018    |                                                                                       |
| Trials Evolution                                                                                                   | Microsoft Studios                      | 2. května 2019     |                                                                                       |
| Trials HD | Microsoft Studios                      | 11. února 2016     |                                                                                       |
| Triggerheart Exelica                                                                                               | Microsoft Studios                      | 28. července 2016  |                                                                                       |
| Trine 2 | Atlus                                  | 29. listopadu 2016 |                                                                                       |
| Tron: Evolution | Disney Interactive Studios             | 12. listopadu 2015 |                                                                                       |
| Tropico 4 | Kalypso Media                          | 23. října 2018     |                                                                                       |
| Ugly Americans: Apocalypsegeddon                                                                                   | 345 Games                              | 12. listopadu 2015 |                                                                                       |
| Unbound Saga | Activision                             | 24. května 2016    |                                                                                       |
| Undertow | Chair Entertainment                    | 14. září 2017      |                                                                                       |
| Unreal Tournament III                                                                                              | Midway Games                           | 10. června 2019    |                                                                                       |
| Vanquish | Sega                                   | 20. února 2018     |                                                                                       |
| Virtua Fighter 2                                                                                                   | Sega                                   | 18. července 2017  |                                                                                       |
| Virtua Fighter 5: Final Showdown                                                                                   | Sega                                   | 15. září 2016      |                                                                                       |
| Viva Piñata | Microsoft Studios                      | 15. června 2015    |                                                                                       |
| Viva Piñata: Trouble in Paradise                                                                                   | Microsoft Studios                      | 15. června 2015    |                                                                                       |
| The Witcher 2: Assassins of Kings                                                                                  | CD Projekt Red                         | 21. ledna 2016     |                                                                                       |
| The Walking Dead: Michonne                                                                                         | Telltale Games                         | 29. srpna 2017     |                                                                                       |
| The Walking Dead: Season One                                                                                       | Telltale Games                         | 29. srpna 2017     |                                                                                       |
| The Walking Dead: Season Two                                                                                       | Telltale Games                         | 29. srpna 2017     |                                                                                       |
| Wolf of the Battlefield: Commando 3                                                                                | Capcom                                 | 27. června 2017    |                                                                                       |
| Wolfenstein 3D | Bethesda Softworks                     | 12. listopadu 2015 |                                                                                       |
| Word Puzzle | Microsoft Studios                      | 20. září 2016      |                                                                                       |
| XCOM: Enemy Unknown                                                                                                | 2K Games                               | 24. května 2016    |                                                                                       |
| XCOM: Enemy Within                                                                                                 | 2K Games                               | 9. června 2016     |                                                                                       |
| Yosumin! Live | Square Enix                            | 26. října 2017     |                                                                                       |
| Zone of the Enders HD Collection                                                                                   | Konami                                 | 11. září 2018      |                                                                                       |
| Zuma | Microsoft Studios                      | 16. června 2015    |                                                                                       |
| Zuma's Revenge! | Popcap Games                           | 17. prosince 2015  |                                                                                       |